# 容瓦勒
容瓦勒（法語：Jonval，法語發音：[ʒɔ̃val]）是法国大東部大區阿登省的一个市镇，属于武济耶区。

## 地理
容瓦勒（49°34'18"N, 4°39'54"E）面积2.53 平方千米，位于法国大東部大區阿登省，该省份为法国北部内陆省份，西接埃纳省，南至马恩省，东临默兹省，北与比利时接壤。
与容瓦勒接壤的市镇（或旧市镇、城区）包括：布韦勒蒙、沙尼、拉萨博特里、圣卢-泰里耶、图尔特龙。

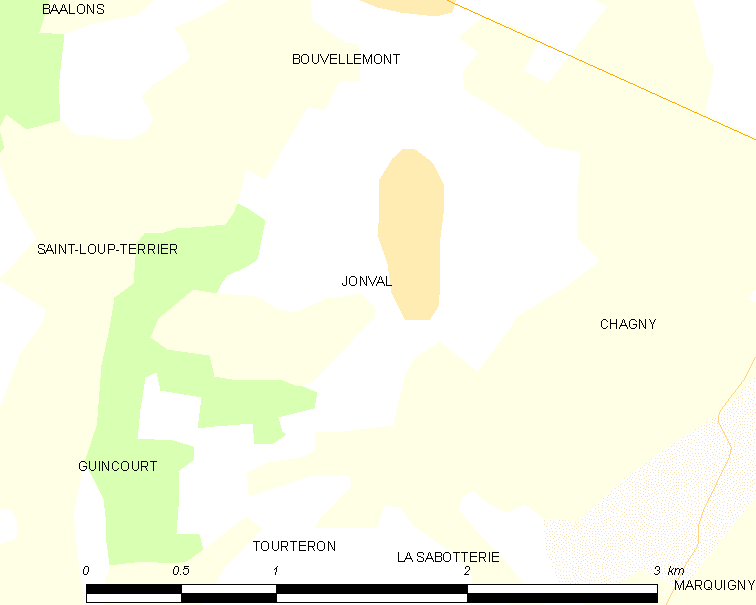
容瓦勒的OSM定位图

容瓦勒的时区为UTC+01:00、UTC+02:00（夏令时）。

## 行政
容瓦勒的邮政编码为08130，INSEE市镇编码为08238。

## 政治
容瓦勒所属的省级选区为阿蒂尼县。

## 人口

1962-2008年间容瓦勒人口变化图示

容瓦勒于2022年1月1日时的人口数量为89人。